# Джонс, Спайк
Спайк Джонс (англ. Spike Jones, наст. имя: Lindley Armstrong Jones; 14 декабря 1911 — 12 мая 1965) — американский музыкант, руководитель эстрадного оркестра (бэндлидер). Работал в комедийном жанре. В основном исполнял со своим оркестром сатирические аранжировки популярных в данный момент хитов, хотя издевался и над очень популярными и помпезными классическими мелодиями.

## Дискография
См. «Spies Jones Discography» в англ. разделе.